# アーロン・ラムズデール
アーロン・クリストファー・ラムズデール（Aaron Christopher Ramsdale, 1998年5月14日 - ）は、イングランド・ストーク＝オン＝トレント出身のサッカー選手。プレミアリーグ・ニューカッスル・ユナイテッド所属。イングランド代表。ポジションはGK。

## 経歴

### クラブ
2017年1月31日、プレミアリーグのボーンマスに推定額80万ユーロで移籍した。2017-18シーズンの1月に出場機会を求めてチェスターフィールドに期限付き移籍した。
2019年1月4日、ウィンブルドンに期限付き移籍。同シーズン中にクラブの若手選手賞を獲得した。2019-20シーズンはボーンマスに戻り、開幕戦に先発出場した。2020年8月、古巣のシェフィールド・ユナイテッドに4年契約で移籍した。
2021年8月20日、アーセナルと長期契約を結んだ。加入当初は控えに留まるも、第3節マンチェスター・シティ戦でベルント・レノが5失点を喫して敗れると、次節の第4節ノリッジ・シティ戦で先発に抜擢され、アーセナル加入後プレミアリーグデビューを果たした。試合を1-0の無失点に抑え、チームの同年リーグ戦初勝利に貢献した。10月30日、プレミアリーグのレスター・シティ戦でジェームズ・マディソンのゴール右上隅を捉えた決定的なフリーキックをスーパーセーブした。対戦相手レスターの守護神カスパー・シュマイケルの父で自身もプレミアリーグのレジェンドGKであったピーター・シュマイケルはここ数年で最高のセーブだと大絶賛した。このセーブはプレミアリーグに新設されたシーズンで最も試合を変えるパフォーマンスをした者に与えられるゲーム・チェンジャー・オブ・ザ・シーズンの6つの候補に入った。また、このセーブはシーズン最優秀セーブ賞の9つの候補の中にも選出された。2021-22シーズンのプレミアリーグ年間最優秀若手賞の8人の候補の中に選出された。同年8月3日、レノの移籍により空いた1番に背番号を変更。
2023年2月18日、プレミアリーグ第24節アストン・ヴィラ戦でレオン・ベイリーの強烈なニアへのシュートを上に弾きボールがポストに跳ね返り防いだセーブがプレミアリーグ月間最優秀セーブの6候補の一つに選出された。3月13日、ロンドン・フットボール・アワードの2022-23シーズンの年間最優秀ゴールキーパー賞を受賞した。3月4日、プレミアリーグ第26節ボーンマス戦において1点ビハインドの場面で数的不利のカウンターを受け相手左サイドからPA内でグラウンダークロスが右出ると完全にフリーの状態で相手選手が二人走り込んできておりダンゴ・ワッタラが全速力で走り込みながらシュートを放つも即座に前に飛び出しセーブした。この失点を防いだことは、チームがラストプレーでの劇的逆転したことに大きく貢献したこともあり3月のプレミアリーグ月間最優秀セーブに選ばれた。4月9日、プレミアリーグ第30節リヴァプール戦において2-2の状態で後半アディショナルタイムに自陣PA内でモハメド・サラーがシュートを放つとシュートブロックに入ったウィリアン・サリバの背中に当たりゴール左隅にボールが飛んでいくもこれを指先でセーブしチームの敗戦を防いだ。このセーブが4月のプレミアリーグ月間最優秀セーブに選ばれ2ヶ月連続で同賞を受賞した。同年5月18日、アーセナルと契約延長したことが公式発表された。
2023年8月29日、2022-23シーズンPFA年間ベストイレブンにチームメイトのウィリアン・サリバ、マルティン・ウーデゴール、ブカヨ・サカと共に選出された
しかし2023-24シーズンは状況が一転。シーズン開幕前にブレントフォードFCからダビド・ラヤが加入すると、開幕直後こそはスタメンの座をキープしたが、第5節以降はラヤにポジションを明け渡し、第2GKに降格。シーズン通してリーグ戦の出場は6試合にとどまるなどと、不本意なシーズンを過ごした。
2024年8月30日、ラムズデールはプレミアリーグのクラブであるサウサンプトンに4年契約で加入した。移籍金は2,500万ポンドと報じられている。彼は2024年8月31日、ブレントフォードとのアウェー戦でクラブデビューを果たし、試合は1–3で敗れた。同年は公式戦32試合に出場するなどと奮闘したが、チームは1年での降格となった。
2025年8月2日、ニューカッスル・ユナイテッドに期限付き移籍。

### 代表
2021年5月25日、2021年6月開幕のUEFA EURO 2020に向けた暫定登録メンバーに入りイングランドA代表に初招集されたが、26人の最終メンバーには残れなかった。しかしグループリーグ初戦後にディーン・ヘンダーソンが負傷離脱したことで追加招集された。同年11月15日、2022W杯欧州予選グループステージのサンマリノ戦で先発出場しイングランドA代表デビューを果たした。
2022年11月10日、2022 FIFAワールドカップのイングランド代表メンバーに選出された。しかし、ベスト8でチームがフランス代表に敗退するまでの5試合全てで、ジョーダン・ピックフォードがスタメン起用されたため同大会で出場機会は無かった。
2024年6月6日、EURO 2024のイングランド代表メンバーに招集された。

## 個人成績

### クラブ
2022年12月26日現在
| クラブ                       | シーズン | リーグ             | リーグ | リーグ | カップ | カップ | リーグカップ | リーグカップ | 国際大会 | 国際大会 | その他 | その他 | 通算 | 通算 |
| クラブ                       | シーズン | ディビジョン       | 出場   | 得点   | 出場   | 得点   | 出場         | 得点         | 出場     | 得点     | 出場   | 得点   | 出場 | 得点 |
| ---------------------------- | -------- | ------------------ | ------ | ------ | ------ | ------ | ------------ | ------------ | -------- | -------- | ------ | ------ | ---- | ---- |
| シェフィールド・ユナイテッド | 2015-16  | リーグ1            | 0      | 0      | 0      | 0      | 0            | 0            | —        | —        | 0      | 0      | 0    | 0    |
| シェフィールド・ユナイテッド | 2016-17  | リーグ1            | 0      | 0      | 2      | 0      | 0            | 0            | —        | —        | 0      | 0      | 2    | 0    |
| シェフィールド・ユナイテッド | 通算     | 通算               | 0      | 0      | 2      | 0      | 0            | 0            | —        | —        | 0      | 0      | 2    | 0    |
| ボーンマス                   | 2016-17  | プレミアリーグ     | 0      | 0      | —      | —      | —            | —            | —        | —        | —      | —      | 0    | 0    |
| ボーンマス                   | 2017-18  | プレミアリーグ     | 0      | 0      | 0      | 0      | 0            | 0            | —        | —        | —      | —      | 0    | 0    |
| ボーンマス                   | 2018-19  | プレミアリーグ     | 0      | 0      | —      | —      | 0            | 0            | —        | —        | —      | —      | 0    | 0    |
| ボーンマス                   | 2019-20  | プレミアリーグ     | 37     | 0      | 0      | 0      | 0            | 0            | —        | —        | —      | —      | 37   | 0    |
| ボーンマス                   | 通算     | 通算               | 37     | 0      | 0      | 0      | 0            | 0            | —        | —        | —      | —      | 37   | 0    |
| チェスターフィールド (loan)  | 2017-18  | リーグ2            | 19     | 0      | —      | —      | —            | —            | —        | —        | —      | —      | 19   | 0    |
| ウィンブルドン (loan)        | 2018-19  | リーグ1            | 20     | 0      | 3      | 0      | —            | —            | —        | —        | —      | —      | 23   | 0    |
| シェフィールド・ユナイテッド | 2020-21  | プレミアリーグ     | 38     | 0      | 4      | 0      | 0            | 0            | —        | —        | —      | —      | 42   | 0    |
| シェフィールド・ユナイテッド | 2021-22  | チャンピオンシップ | 2      | 0      | —      | —      | 0            | 0            | —        | —        | —      | —      | 2    | 0    |
| シェフィールド・ユナイテッド | 通算     | 通算               | 40     | 0      | 4      | 0      | 0            | 0            | —        | —        | —      | —      | 44   | 0    |
| アーセナル                   | 2021-22  | プレミアリーグ     | 34     | 0      | 0      | 0      | 3            | 0            | —        | —        | —      | —      | 37   | 0    |
| アーセナル                   | 2022-23  | プレミアリーグ     | 15     | 0      | 0      | 0      | 0            | 0            | 2        | 0        | —      | —      | 17   | 0    |
| アーセナル                   | 通算     | 通算               | 49     | 0      | 0      | 0      | 3            | 0            | 2        | 0        | —      | —      | 54   | 0    |
| 総通算                       | 総通算   | 総通算             | 165    | 0      | 9      | 0      | 3            | 0            | 2        | 0        | 0      | 0      | 179  | 0    |

## 代表歴

### 出場大会
- イングランド代表
  - 2022 FIFAワールドカップ

### 試合数
- 国際Aマッチ 4試合 0得点（2021年-）[40]

2023年12月28日現在
| イングランド代表 | 国際Aマッチ | 国際Aマッチ |
| 年               | 出場        | 得点        |
| ---------------- | ----------- | ----------- |
| 2021             | 1           | 0           |
| 2022             | 2           | 0           |
| 2023             | 1           | 0           |
| 2024             |             |             |
| 通算             | 4           | 0           |

## タイトル

### クラブ
アーセナル
- FAコミュニティ・シールド: 2023

### 代表
イングランド U-19
- UEFA U-19欧州選手権: 2017

イングランド U-21
- トゥーロン国際大会: 2018

### 個人
- ロンドン・フットボール・アワード 年間最優秀ゴールキーパー賞：1回（2022-23）
- プレミアリーグ月間最優秀セーブ：2回（2023年3月、4月）
- PFA年間ベストイレブン：1回（2022-23）